# 더 킬 팀
더 킬 팀은 미국에서 제작된 단 클라우스 감독의 The Kill Team년 액션, 드라마 영화이다. 알렉산더 스카스가드 등이 주연으로 출연하였고 마티 보웬 등이 제작에 참여하였다.

## 출연

### 주연
- 알렉산더 스카스가드
- 냇 울프
- 아담 롱
- 조나단 화이트셀

### 조연
- 브라이언 세네 마크
- 오시 이킬
- 롭 모로우